# Лигата на справедливостта: Криза на две Земи
„Лигата на справедливостта: Криза на две Земи“ (на английски: Justice League: Crisis on Two Earths) е директно издаден към видео анимационен супергеройски филм от 2010 година, пуснат на 23 февруари 2010 г. Режисиран е от Сам Лиу и Лорън Монтгомъри, по сценарий на Дуейн Макдъфи. Това е седмият филм от DC Universe Animated Original Movies, пуснат от Warner Premiere и Warner Bros. Animation.